# Karen DeBattista
Karen DeBattista ist eine maltesische Sängerin und Songwriterin.

## Leben
Karen DeBattista nahm im Alter von sieben Jahren Klavier- und Gesangsunterricht, 2010 trat sie Joseph Callejas Kinderchor bei. Zudem nahm sie bei Wettbewerben wie Konkors Kanzunetta Indipendenza, Summer Hit Song Contest oder Ghanja tal-Poplu, welchen sie mit dem Lied Jien Ma Nahdimx gewann, teil. Bei Malta Eurovision Song Contest 2012, dem maltesischen Vorentscheid für den Eurovision Song Contest, war sie Backgroundsängerin des Acts Francesca Borg, wo sie den elften Platz belegte. 2015 nahm DeBattista selbst mit dem Lied 12, Baker Street teil und wurde eine der 20 Halbfinalisten. Das Halbfinale der Vorentscheidung fand am 21. November 2014 statt. Sie qualifizierte sich für das Finale und belegte dort mit null Punkten den 14. und letzten Rang.
Karen DeBattista studierte Kunst am Malta College of Arts Science and Technology.

## Diskografie
- 2011: Memoirs
- 2013: Riflessi
- 2014: Jien Ma Nahdimx
- 2014: 12, Baker Street